# 森傑雷
森傑雷（羅馬尼亞語：Sîngerei）是摩爾多瓦的城市，也是森傑雷區的首府，位於該國北部，距離伯爾齊25公里，始建於1586年，面積83.37平方公里，是該地區的工業中心，2012年人口15,300。